# Thor Kristensen
Thor Kristensen, född den 4 juni 1980 i Hadsund i Danmark, är en dansk roddare.
Han tog OS-guld i lättvikts-fyra utan styrman i samband med de olympiska roddtävlingarna 2004 i Aten.